# NileCity 105,6
NileCity 105,6 är en svensk tv-serie i sex, cirka 30 minuter långa avsnitt med manus och medverkan av Killinggänget. Den regisserades av Walter Söderlund och producerades av Tommy Bennwik. Serien hade premiär i SVT1 den 17 januari 1995.

## Handling
Serien handlar om affärsmannen Percy Nilegård (spelad av Johan Rheborg) som försöker driva en radiokanal (med samma namn som tv-seriens titel) i två rum på Katarina brandstation, uthyrda av brandchefen Greger Hawkwind (Robert Gustafsson). I studion har radioprataren Glenn Killing (Henrik Schyffert) många spännande gäster (alla spelade av Robert Gustafsson). I serien får man också följa de barbröstade brandmännen som jobbar för Greger (Pontus Gårdinger, Karl Dyall, Per Graffman, Ivan Öhlin, Peter Gröning och Håkan Larsson – Graffman är även berättarröst i tv-serien). Dessutom innehåller den många småklipp och parodier på kända musiker. Förutom Killing har radiokanalen många andra medarbetare, till exempel "Farbror Barbro" och "Weiron i ottan".
Alla sex avsnitten i serien heter "Vuxna män gör saker tillsammans". I inledningen där varje avsnitts specielle brandman presenteras spelas "Up Where We Belong" med Joe Cocker och Jennifer Warnes. Vinjetten är, som i I manegen med Glenn Killing, "Dream Come True" med Brand New Heavies, men i programmen presenterar Weiron den som "Whipped Cream med Ulf Dageby".

## Produktion

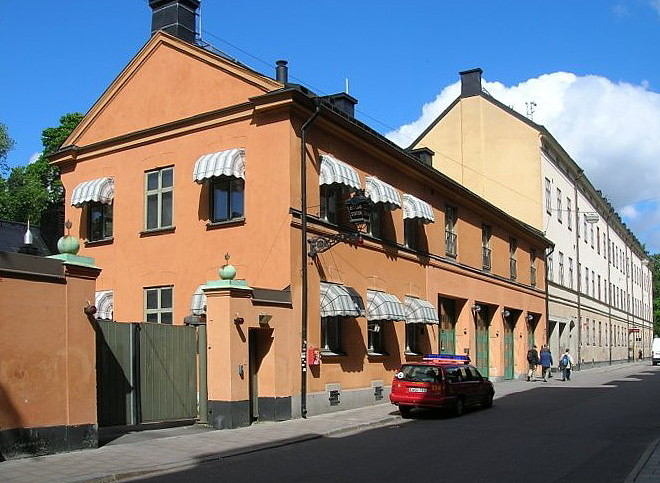
Katarina Brandstation på Tjärhovsgatan i Stockholm som användes i TV-serien.

NileCity 105,6 regisserades av Walter Söderlund. Belysningsmästare för produktionen var Paco Hårleman.
Brandstationen i vinjetten till tv-serien är Katarina brandstation på Tjärhovsgatan i Stockholm. Även delar av själva programmen spelades in på stationen, som är känd som världens äldsta brandstation.
Tv-serien gavs 1997 ut på VHS, två kassetter. Titeln var NileCity 105,6 vol. 1 & 2. Visningslängd på videomaterialet var 174 minuter. Senare släpptes den även på DVD.

## Mottagande
När NileCity 1995 skapades, var det Killinggängets mening att inte alla i publiken skulle förstå humorn i programmen. Johan Rheborg har berättat att Killinggänget var både kaxiga och självsäkra, och det överraskade Henrik Schyffert och de andra bakom serien att den trots deras plan blev både populär och folklig. Många år senare kan farbror Barbros "stereoreklam" användas som referens i pressen, angående historier om människor som slänger ut sin stereo genom fönstret.

## Avsnitt
| Nr | Titel                             | Sändningsdatum   |
| --- | --------------------------------- | ---------------- |
| 1 | "Vuxna män gör saker tillsammans" | 17 januari 1995  |
| - Brandmannen Scott, den ”mjuktuffe” ledartypen, presenteras av berättaren.                                              |                                   |                  |
| 2 | "Vuxna män gör saker tillsammans" | 24 januari 1995  |
| - Den tidigare något spände brandmannen Mats presenteras av berättaren.                                                  |                                   |                  |
| 3 | "Vuxna män gör saker tillsammans" | 31 januari 1995  |
| - Brandmannen Jimmy, tidigare en oslipad diamant som berättaren fulländat, presenteras.                                  |                                   |                  |
| 4 | "Vuxna män gör saker tillsammans" | 7 februari 1995  |
| - Brandmannen Cameron, bland annat duktig basketspelare, presenteras.                                                    |                                   |                  |
| 5 | "Vuxna män gör saker tillsammans" | 14 februari 1995 |
| - Brandmannen Luther, som även har några mörka sidor då han bland annat lyssnar på Nick Cave, presenteras av berättaren. |                                   |                  |
| 6 | "Vuxna män gör saker tillsammans" | 21 februari 1995 |
| - Brandmannen Josh, en man med djupa sår som sökt skydd på stationen, presenteras.                                       |                                   |                  |